# 先山
先山（せんざん）は、兵庫県の淡路島中部にある標高448mの山。洲本市上内膳に位置する先山山地の最高峰。愛称は淡路富士。

## 概要
山名は国生み神話でイザナギ・イザナミの二人の神が淡路島を創ったときに、最初にできた山がこの先山であるとされることから。
領家変成帯の花崗岩でてきていて西側は緩やな津名丘陵が続き、東側には南北に通る先山断層を挟んで大阪層群の丘陵が広がっている。
山頂の展望台からは大阪湾はもとより四国まで望むことができ「洲本八景」の一つに数えられ、
また本山と諭鶴羽山（608m）、柏原山（569m）で「淡路三山」とも呼ばれる。
1804年（文化元年）、谷文晁が出版した『名山図譜』は全国の著名な88の山を水墨画で描いたものだが、この中に大阪湾を隔てて望んだ先山が富士山のような姿で描かれている。

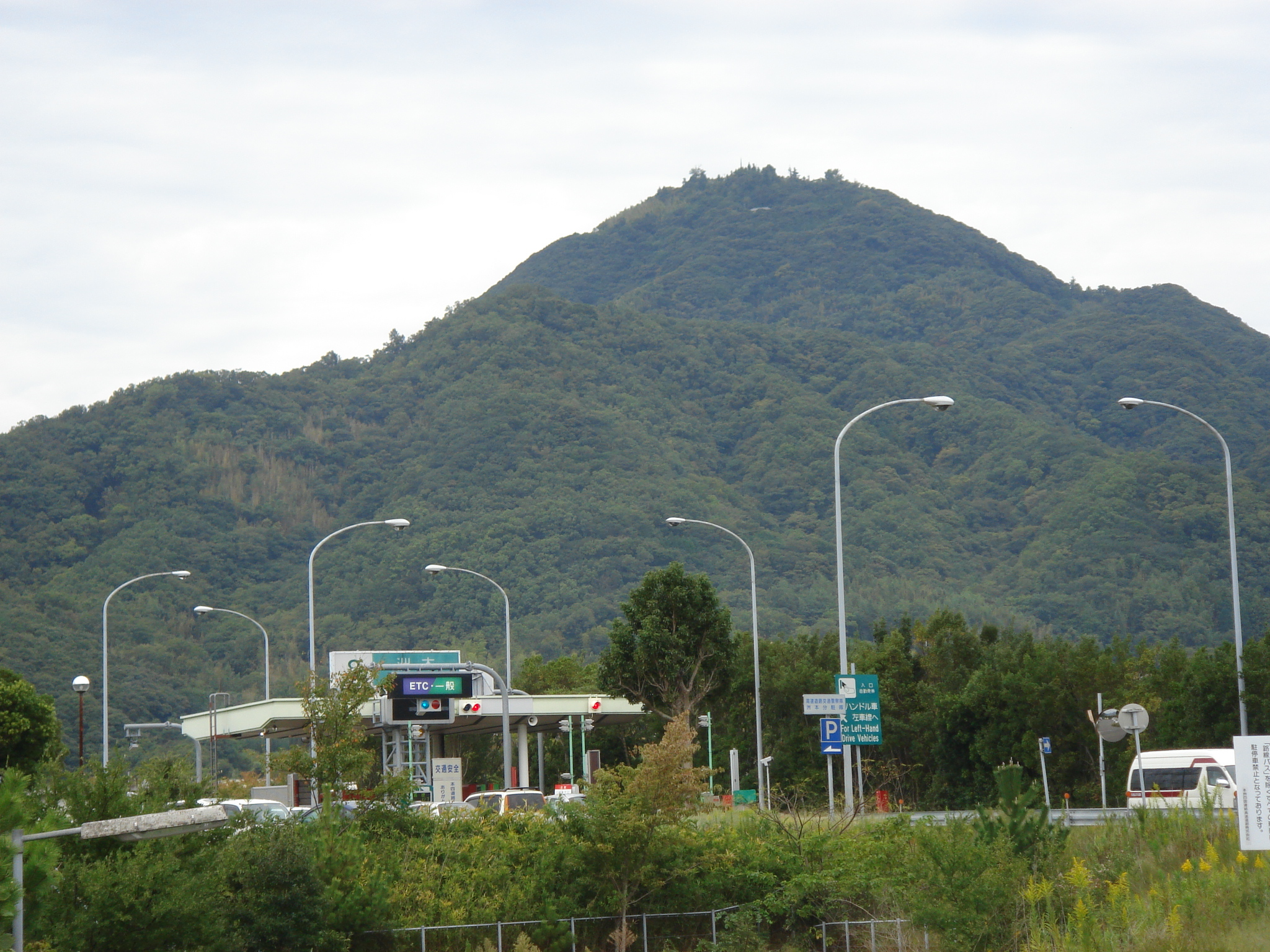
洲本インターチェンジから見上げる
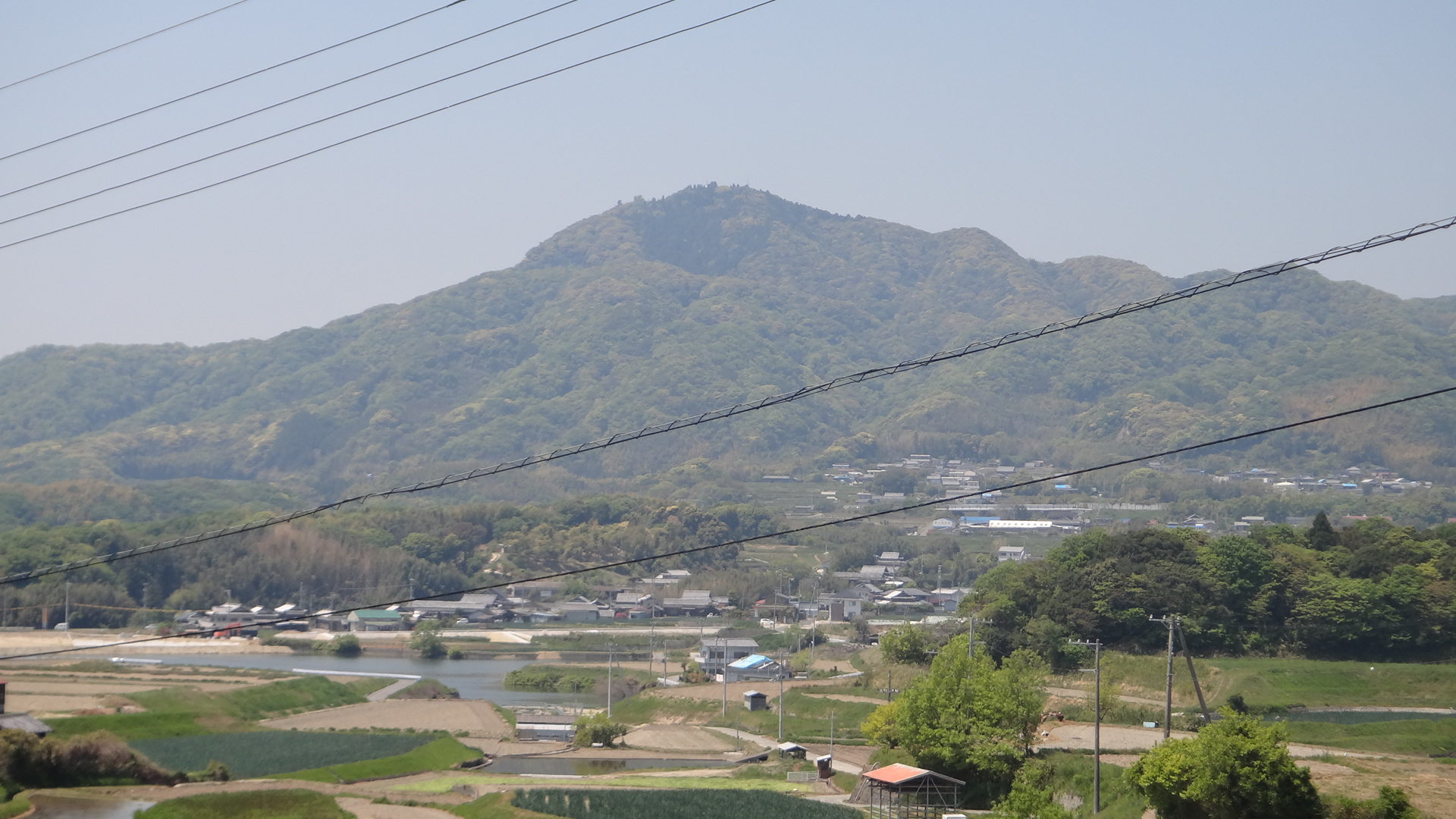
洲本市中川原町三木田から望む

## 千光寺
山頂には淡路島第一の名刹で高野山真言宗の別格本山、先山千光寺が建つ。本尊は千手観音。縁起によると大猪（為篠王）に化身した観音菩薩に導かれた狩人の忠太（藤原豊広）が開基したとされ、境内には狛犬ではなく神使として猪が置かれている。
梵鐘は弘安6年（1283年）の銘があり国の重要文化財である。本堂の鰐口は天文15年（1546年）のもの。三重塔は高田屋嘉兵衛により文化年間に修築されたという。また仁王像は運慶の作であるといわれる（実際の作者は不明）。古くから信仰を集めており、今も大晦日の夜の「除夜詣」から正月の初詣にかけて賑わう。
大正7年（1918年）から昭和13年（1938年）にかけて当時の住職である和田性海によって改修、中興された。

### 団子ころがし
死者の五七日忌（35日）に団子またはおにぎりを山上から谷に向かって投げる供養行事。団子ころばしとも。これは死者の行く手に待ち構える鬼をそれらの供物で逸らせ、死後の旅路を手助けしようとするもので、施餓鬼法要とも言われる五七日忌にこの先山をはじめ、妙見山や地蔵山、開鏡山、愛宕山などで行われている。

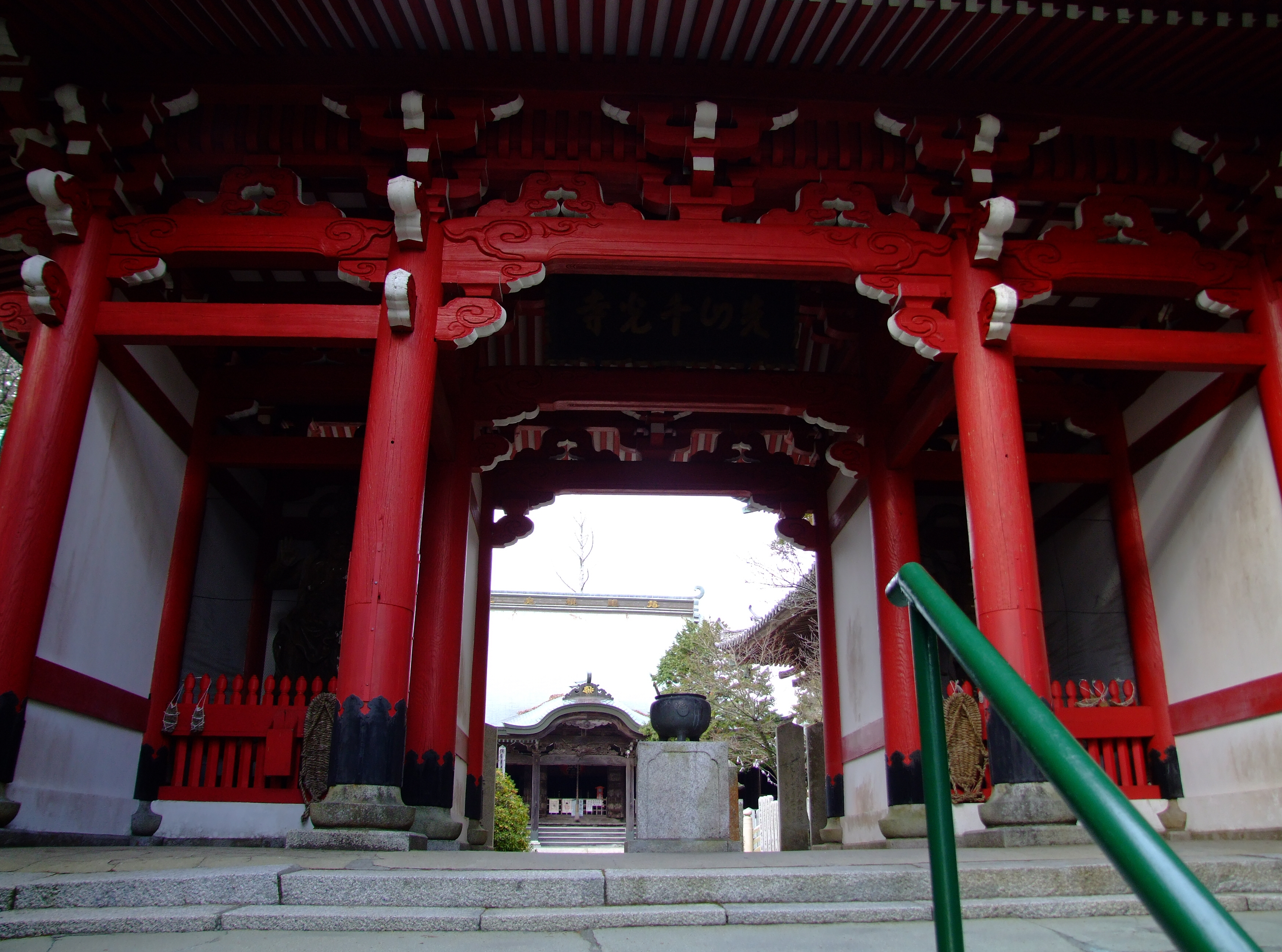
仁王門
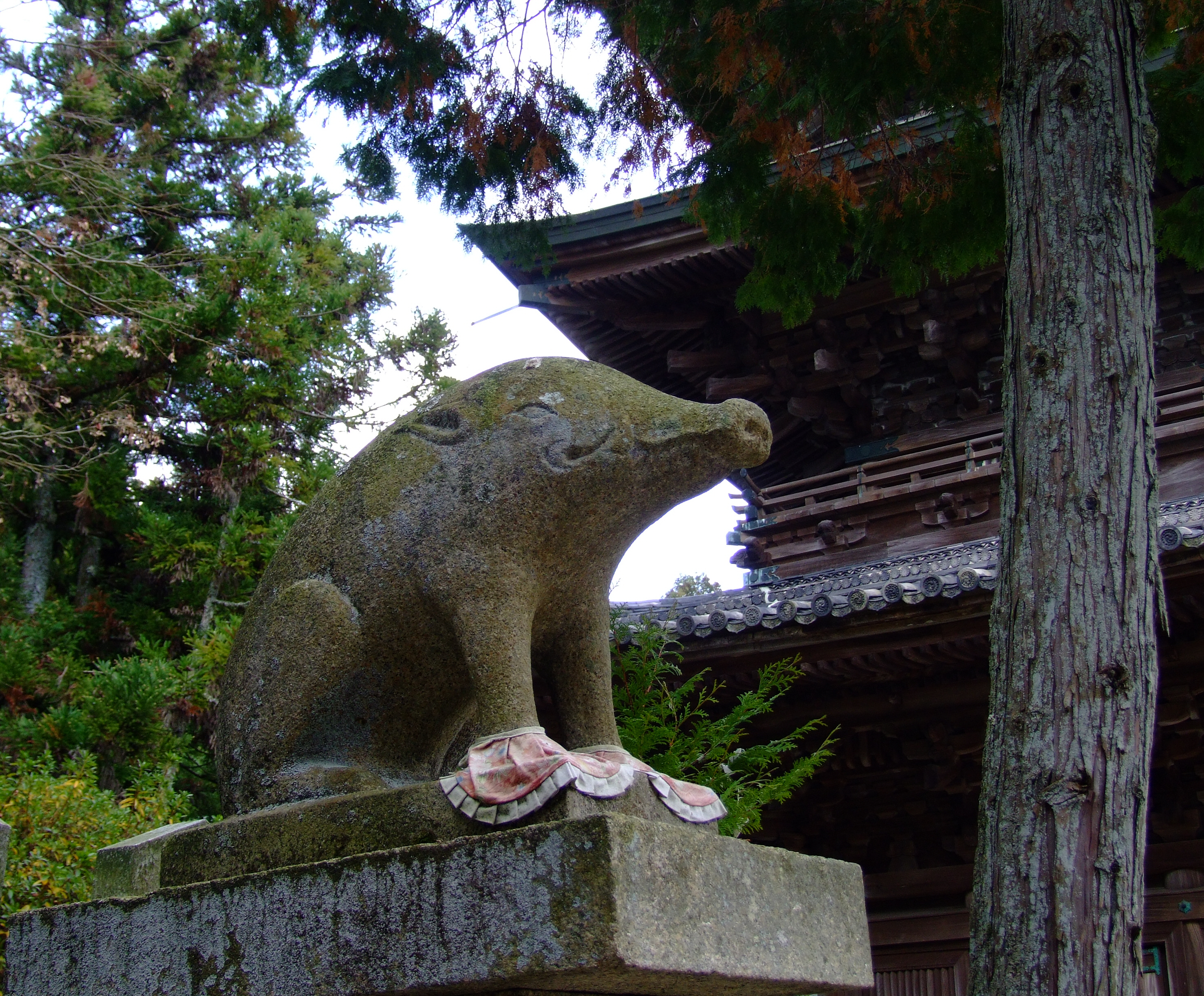
狛猪

## 岩戸神社
千光寺のすぐ下方（位置：北緯34度21分23.4秒 東経134度50分19.5秒 / 北緯34.356500度 東経134.838750度）、標高400mほどに高さ8mの岩があり、岩戸神社が祀られている。日本神話で天の岩戸に姿を隠した天照大神を祀る。

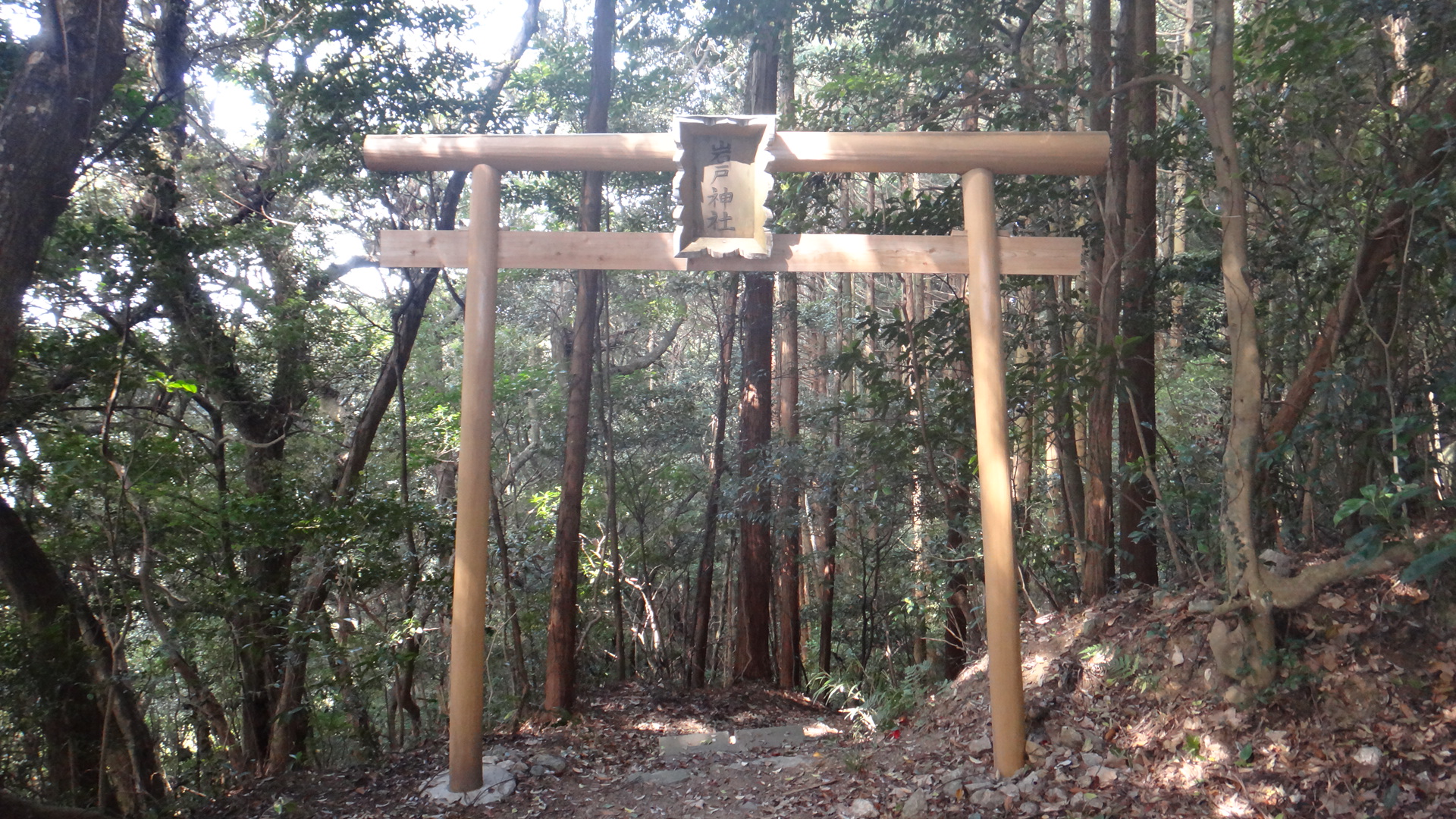
岩戸神社鳥居

## アクセス
頂上の千光寺まで北側から車道（洲本市道先山線）が通じ駐車場がある。また、麓から登山道（参道）として幾つかの洲本市道がある。
- 車両・徒歩 - 兵庫県道465号多賀洲本線（神戸淡路鳴門自動車道からは淡路島中央SICまたは洲本ICを利用）及び洲本市道先山線
  - 中川原町安坂より西へ。徒歩の場合は淡路交通都志線安田橋バス停より兵庫県道465号多賀洲本線を西へ。後に洲本市道先山線を南へ。
  - 五色町鮎原塔下より南へ（但し道幅が狭い）。徒歩の場合は淡路交通都志線塔下バス停より兵庫県道46号洲本五色線を東方向へ歩き、兵庫県道465号多賀洲本線を南へ。後に洲本市道先山線を南へ。
- 徒歩（ここでは一級市道経由のみ記載）
  - 下内膳・兵庫県道474号下内膳物部線起点より洲本市道先山線を西北西へ。

かつては洲本下内膳郵便局付近に淡路交通の先山駅（鉄道線）、先山バス停（市内線）があった。